# Óscar Benavides
Óscar Raimundo Benavides Larrea (* Lima, 15 de març de 1876 - † Lima, 2 de juliol de 1945), fill de Miguel Benavides i Gallecs, Sergent Major de la Guàrdia Nacional, natural de Lima, i d'Erfilia Larrea, natural de Chincha; militar i polític peruà, va ser president del Perú en dues ocasions, de 1914 a 1915 i de 1933 a 1939.